# Jaux
Jaux é uma comuna francesa na região administrativa de Altos da França, no departamento de Oise. Estende-se por uma área de 8,63 km². Em 2010 a comuna tinha 2 422 habitantes (densidade: 280,6 hab./km²).